# Alzeque
Alzeque (em armênio: Աղձք; romaniz.: Ałjk / Aġjk) é uma aldeia no município de Astaraque, na província de Aragatsotn, na Armênia. 

## História
Alzeque é citada pela primeira vez no século IV. Segundo Fausto, o Bizantino, pertencia à província de Airarate e ficava no meio de um desfiladeiro difícil e estreito no monte Aragats. Foi escolhida para abrigar o Mausoléu Arsácida, uma necrópole régia da dinastia arsácida do Reino da Armênia, depois que sua antiga necrópole, situada em Ani (atual Quemaque, na Turquia), em Daranália, foi saqueada e destruída pelas tropas do xainxá Sapor II (r. 309–379). Os ossos dos reis foram exumados e confiscados pelos iranianos, mas recuperados e transferidos para Alzeque por Vasaces I. Matthew Canepa propôs que a escolha pode ter sido influenciada pela possível presença de um templo dedicado a Aramasde, o principal deus do panteão armênio e patrono dos arsácidas.